# Ossensamstag
Ossensamstag (abgeleitet vom plattdeutschen Namen der Stadt Osnabrück: Ossenbrügge) wird in Osnabrück der Samstag vor Rosenmontag genannt, an dem seit 1976 der Karnevalsumzug durch Osnabrück stattfindet. Jedes Jahr ist der Umzug von mehreren zehntausend Menschen umsäumt. Die Strecke, denen die Umzugswagen und Jecken folgen, führt von der Johanniskirche über den Neumarkt bis hin zu seinem Endpunkt am Rathaus. Ebenfalls abgeleitet vom Stadtnamen ist der Narrenruf „Osna Helau!“. Der NDR übertrug bis 2014 den Umzug live im Fernsehen. Ab 2015 übertrug der NDR den Umzug in einem Livestream im Internet.

## Ablauf
Der Ossensamstagsumzug beginnt in der Johannisstraße der ehemaligen Osnabrücker Neustadt. Vor der Johanniskirche fahren die Karnevalswagen am Stadtprinzenpaar vorbei. Im Verlauf des Umzugs werden traditionell Süßigkeiten und Spielzeuge in die Menschenmenge um die Strecke geworfen. Neben den Karnevalsvereinen aus Stadt und Landkreis stellen zudem jedes Jahr Sportvereine, Verbände oder Privatleute Karnevalswagen, hinzu kommen eine Vielzahl von Musik- und Tanzgruppen. Der Zug endet vor dem Rathaus, das nun durch die Jecken symbolisch gestürmt wird. Danach erfolgt die Stadtschlüsselübergabe durch den Oberbürgermeister an den Stadtprinzen, der nun sein „Regierungsprogramm“ für die nächsten drei Tage verkündet. Nach dem eigentlichen Umzug verteilen sich die feiernden Teilnehmer in die Kneipen der Altstadt.

## Streitpunkte
Der Ossensamstag war in der Vergangenheit immer wieder Grund für Diskussionen: So stand im Fokus der Kritik die hohe Anzahl stark alkoholisierter, mitunter minderjähriger Teilnehmer und daraus resultierender Polizei-Großeinsätze, die Verunreinigungen nach dem Umzug, die Lärmbelästigung sowie die verringerten Einnahmen für die Geschäfte in der Innenstadt. Des Öfteren war daher die Verlegung des Ossensamstags auf den folgenden (Ossen-)Sonntag im Gespräch.
Infolgedessen entschloss man sich 2012 den Karnevalsumzug erst um 14 Uhr statt um 11.11 Uhr zu beginnen. Auch die Lautstärke auf den Umzugswagen wurde auf 75 dB(A) reduziert. Zudem wurde in den letzten Jahren die Alkoholprävention bereits vor dem Ossensamstag forciert und die Alkoholkontrollen rund um den Umzug intensiviert. Außerdem müssen sich die Karnevalsvereine mit rund 10.000 Euro an den Reinigungskosten beteiligen.